# 식품 유통

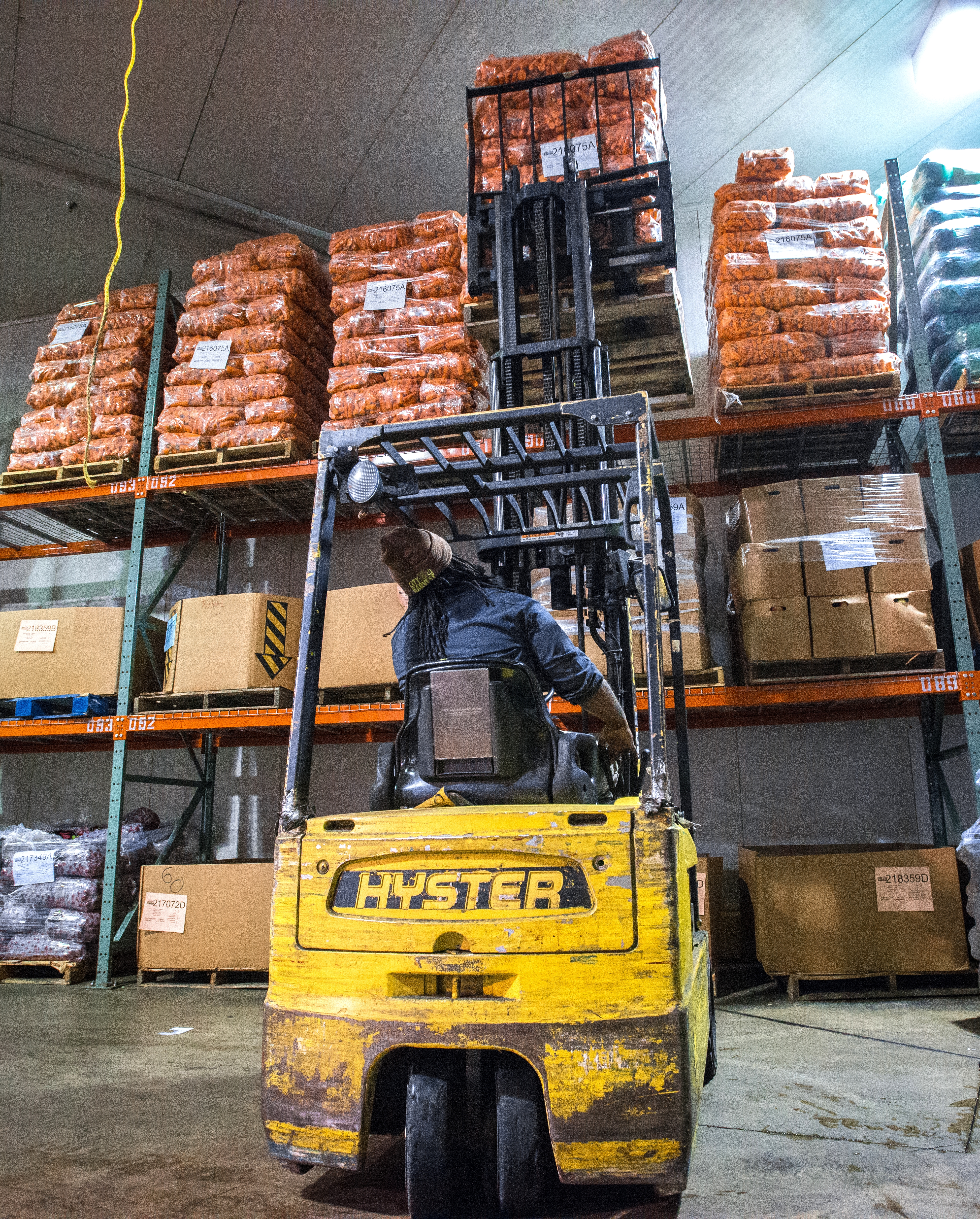
뉴욕 롱아일랜드시티의 한 남성이 냉동 트럭에서 당근을 내리기 위해 지게차를 이용하고 있다.

식품 유통(food distribution)은 일반에 음식을 배급하는 과정이다. 유엔식량농업기구(FAO)는 식품 유통을 식량 체계의 하위 집합으로 간주한다. 식품 유통의 과정과 방법은 지역에 따라 다양하다. 식품 유통은 모든 사회의 인간 행동의 특징을 정의하며 식품 유통의 기록은 수천년 전으로 거슬러 올라간다. 대부분의 정부와 사회는 식품 유통 지원을 위해 개발된 시스템을 갖추고 있다.
식품 유통에 영향을 줄 수 있는 위험 요인이 많다. 전쟁, 경제적 실패, 정치 문제, 기후 상황 모두가 모든 식량 체계의 효율성을 결정하는데 중요한 역할을 한다.
식품을 배급한다는 의미에서 배식(配食)으로도 부르며, 자율적으로 배식하는 일은 자율 배식으로 부른다.

## 같이 보기
- 식량 안전 보장